# 阿當斯山脈
84°30′S 166°20′E / 84.500°S 166.333°E
阿當斯山脈（英語：Adams Mountains）是南極洲的山脈，位於沙克爾頓海岸，屬於亞歷山德拉皇后山脈的一部分，由英國探險隊發現，現時由南極條約體系管理。